# Nau industrial Rocalba
La Nau industrial Rocalba és una obra de Riells i Viabrea (Selva) protegida com a Bé Cultural d'Interès Local.

## Descripció
La nau Rocalba és un dels primers edificis industrials del municipi i data de principis del segle xx. Es tracta d'una construcció mixta de pedra i maons a vista, integrada per 4 naus paral·leles amb coberta a dues aigües. La posició de la nau entre la carretera Breda i un petit barranc li confereix una forma trapezoidal que contrasta amb la regularitat i imponent presència de l'ordre de les 4 naus.